# Молодёжный (ЗАТО)

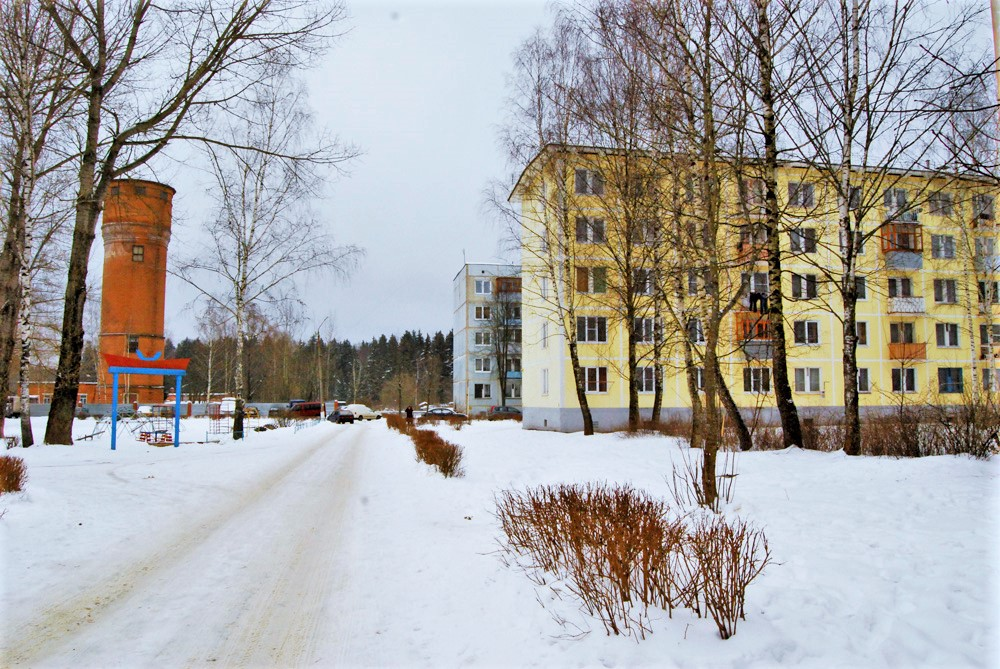
Посёлок Молодёжный Наро-Фоминского района

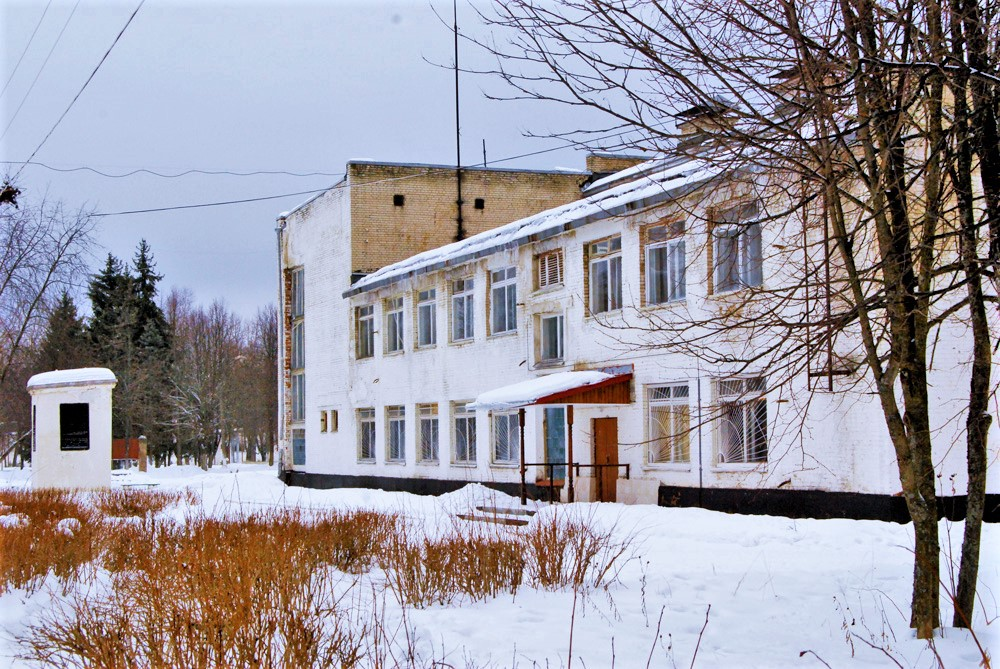
Посёлок Молодёжный Наро-Фоминского района

Молодёжный (ранее Наро-Фоминск-5) — посёлок городского типа в Московской области, образующий закрытое административно-территориальное образование и городской округ. В поселке расположены 142-й приёмный узел связи и 176-й центр спутниковой связи центрального узла связи РВСН России.
Находится в 3 км от города Наро-Фоминск, полностью окружён территорией Наро-Фоминского городского округа Московской области, примыкает к землям Наро-Фоминского лесхоза. Население — 2869 чел. (2024).

## История
Образован указом Президиума Верховного Совета РСФСР от 26 февраля 1964 года.
В 2006 году указом Президента России были утверждены границы ЗАТО.

## Население
| 2002  | 2009  | 2010  | 2012  | 2013  | 2014  | 2015  |
| ----- | ----- | ----- | ----- | ----- | ----- | ----- |
| 2599  | ↗2982 | ↘2920 | ↗2968 | ↘2889 | ↘2851 | ↘2824 |
| 2016  | 2017  | 2018  | 2019  | 2020  | 2021  | 2023  |
| ↘2812 | ↗2826 | ↗2849 | ↘2828 | ↗2841 | ↗2966 | ↘2872 |
| 2024  |       |       |       |       |       |       |
| ↘2869 |       |       |       |       |       |       |

Национальный состав
По итогам переписи населения 2020 года проживали следующие национальности (национальности менее 0,1 % и другое, см. в сноске к строке «Другие»):
| Национальность | Численность, чел. | Доля     |
| -------------- | ----------------- | -------- |
| Русские        | 2708              | 91,30 %  |
| Украинцы       | 29                | 0,98 %   |
| Армяне         | 14                | 0,47 %   |
| Татары         | 10                | 0,34 %   |
| Белорусы       | 8                 | 0,27 %   |
| Корейцы        | 4                 | 0,13 %   |
| Азербайджанцы  | 4                 | 0,13 %   |
| Узбеки         | 3                 | 0,10 %   |
| Молдаване      | 3                 | 0,10 %   |
| Казахи         | 3                 | 0,10 %   |
| Другие         | 180               | 6,08 %   |
| Итого          | 2966              | 100,00 % |

## Местное самоуправление
В октябре 2010 года главой городского округа был избран самовыдвиженец Владимир Заголий (44,62 % голосов). Всего было зарегистрировано 10 кандидатов.

## Транспорт
Между Наро-Фоминском и Молодёжным действует автобусный маршрут № 25. Автомобильная дорога на село Атепцево.

## Гимн посёлка[21]
Слова: Алексеева А. Н. и Новикова В. Н.
Музыка: Новикова В. Н.

1. В сугробах горбатых зимою морозной,

В покое лесной тишины

Стоит наш посёлок — родной Молодёжный —

Частичка великой страны.
Мы в шестидесятых от недругов новых

Ракетный создали заслон.

Стоит Молодёжный в лесу подмосковном,

Посёлок прекрасный, как сон.
Припев:
Молодёжный, Молодёжный,

Наш посёлок небольшой.

Мы посёлок Молодёжный

Полюбили всей душой!
2. Нелёгкая первенцам выпала доля

Посёлок с нуля создавать.

Нам первых связистов-ракетчиков волю

Хранить и в делах продолжать.
Мы к службе суровой дежурной привычны,

Хотя и она нелегка,

Несём боевое дежурство «отлично»

И связью скрепляем войска.
Припев
3. И если придётся с тобой разлучиться,

Посёлок — наш друг боевой,

Любовь к тебе в сердце и славу традиций

В сердцах  унесём мы с собой.
Весною зелёной листвой осторожно

Оденутся ветви берёз,

И станет моложе ещё Молодёжный,

И станет роднее до слёз.
Припев

## Примечания

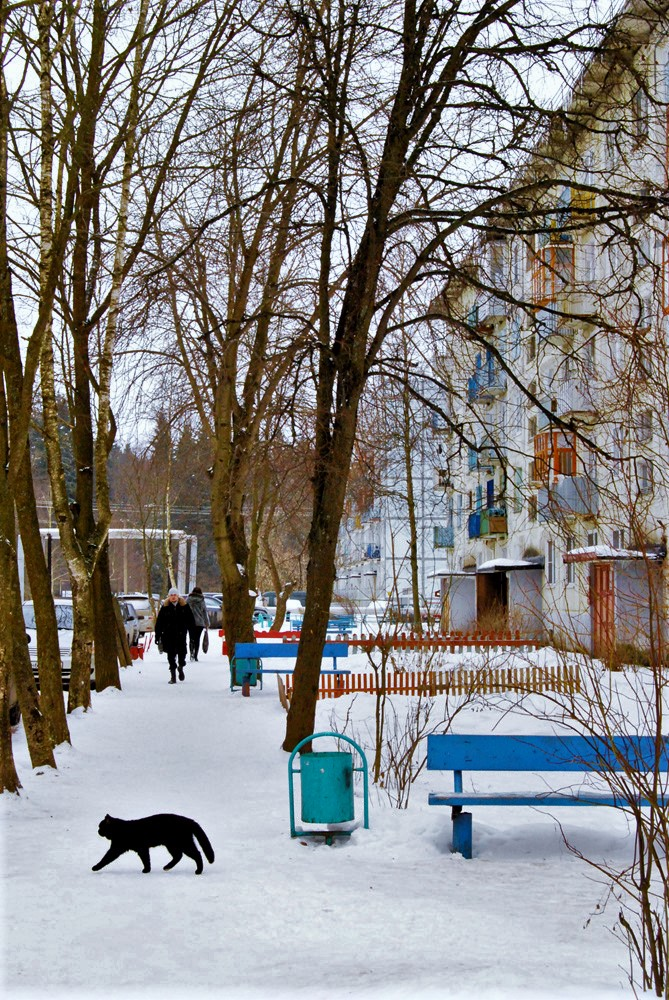
Посёлок Молодёжный Наро-Фоминского района